# Hidden Valley (dal i Antarktis, lat -78,17, long 163,87)
Hidden Valley är en dal i Antarktis. Den ligger i Östantarktis. Nya Zeeland gör anspråk på området.